# II. Napóleon francia császár
II. Napóleon (Tuileriák palotája, Párizs, 1811. március 20. – Schönbrunni kastély, Bécs, 1832. július 22.); teljes neve franciául: Napoléon François Joseph Charles Bonaparte, francia császári herceg, I. Napóleon francia császár egyetlen törvényes fia, I. Ferenc osztrák császár unokája. 1814-ig a Francia Császárság trónörököse, 1815-ben II. Napóleon néven rövid ideig a franciák második császára, 1815-től Reichstadt hercege, 1814–1818 között Párma címzetes hercege (principe di Parma). A szépirodalomban és a köznyelvben – Edmond Rostand drámájának címe nyomán – a „Sasfiók” melléknéven is ismert.

## Élete

### Származása
Őfelsége Napoléon François Joseph Charles Bonaparte, Róma királya, Franciaország császári hercege I. Napóleon császárnak és második feleségének, Mária Ludovika osztrák hercegnő (Mária Lujza császárnénak) egyetlen közös gyermeke volt. Születésekor nyerte el a római királyi címet, amit atyja kreált a mindenkori trónörökös számára, ám valós uralmi pozíciót a megfelelő életkor elérése után sem jelentett volna. Születése közben komplikációk keletkeztek, az anya és gyermeke élete súlyos veszélyben forgott. Az orvosok megkérdezték a császártól, kinek az életét mentsék, Napóleon császár a kor szokásaival ellentétben nem a gyermek (a császári trónörökös), hanem az anya életének megóvását kívánta. A császár nem a felesége iránti szerelemből, hanem a francia–osztrák dinasztikus kapcsolatok védelmében döntött így. Számolt a Habsburg főhercegnők közismert termékenységével, és tudta, hogy a túlélő anya további gyermekeket szülhet neki. Az újszülött fiú végül szerencsés módon, anyjával együtt életben maradt, a császári apa nagy örömére. A gárda díszsortűzzel köszöntötte a trónörököst.
Hároméves korában az I. Francia Császárság – melynek trónörököse volt – összeomlott, és Napóleon csecsemő fia javára lemondott. A gyermek egyébként 1814 áprilisa óta a Loire-menti Blois kastélyában élt anyjával, és abban az évben tették meg anyját a fontainebleau-i szerződés értelmében Parma, Piacenza és Guastalla uralkodó hercegnőjévé (duchesa di Parma), őt magát pármai hercegi címmel ruházták fel (principe di Parma). A francia trón öröklésének lehetőségétől megfosztották, helyette a Bourbon-házból való XVIII. Lajos, a forradalom idején kivégzett XVI. Lajos öccse valósította meg a monarchia restaurációját. Az Elba szigetére száműzött I. Napóleon 1815-ben még egyszer visszatért, de a waterlooi csatában végleg vereséget szenvedett, és ismét fia javára mondott le.
Apjának lemondása (1815. június 22.) után a francia képviselőház még elismerte a gyermeket uralkodónak, de a szövetséges haderők  bevonulása Párizsba július 7-én megdöntötte II. Napóleon igencsak rövidke uralmát. Névleges uralkodásán túl egyébként a későbbiekben csak a bonapartisták nevezték őt uralkodói nevén, mindazonáltal négy évtized múlva a következő francia császár, a jogfolytonosságot hangsúlyozandó, III. Napóleon néven lépett a trónra.
A bécsi kongresszus 1815. június 9-én megerősítette anyját, Mária Lujzát pármai uralkodó hercegnői székében, és elismerte Napóleon Ferenc József pármai (nem uralkodó) hercegi címét is.

### Élete Ausztriában
1815 után II. Napóleon gyakorlatilag fogolyként élt Ausztriában, azonban kiváló nevelésben részesítették. Jó tanuló volt, folyékonyan beszélt németül, franciául és olaszul, de a latin és ógörög nyelvekben is járatos volt. Van egy feltevés, hogy nagyapja ólomnehezékkel ellátott sapkát hordatott vele, hogy a fiú elbutuljon, nehogy még a végén katonai lángész legyen, mint az apja, de ezt valószínűtlenné teszi a tény, hogy rendkívül művelt és tanult férfiú volt.
Az okos gyermek, majd fiatalember udvari körökben nagy népszerűségnek örvendett. A Szent Szövetség 1818-ban Nagy-Britannia és Oroszország követelésére megfosztotta pármai hercegi címétől, mert nem akarták, hogy egy Bonaparte örökölhesse a pármai hercegi trónt. Nagyapja, I. Ferenc osztrák császár e helyett adományozta neki Reichstadt (ma: Zákupy, Csehország) hercegének címét. A politikai szerepléstől értelemszerűen távol tartották.
A bujkáló bonapartisták nem egyszer titkon csatlakozásra szólították fel, hogy velük együtt foglalja vissza a francia trónt és állítsa vissza a napóleoni dicsfényt, ő ezt egészen egyszerű határozottsággal elutasította. Talán épp ők hintették el II. Napóleon elbutításáról szóló mendemondát, de vélhetően az ifjú inkább kötődött anyjához és annak családjához, sem pedig a franciákhoz.
Élete utolsó éveiben sokat betegeskedett, Bad Ischlben gyógykezelték. Bécsben az a pletyka kapott lábra, hogy az ugyanitt időző Zsófia főhercegné (1805–1872) első két fiának, Ferenc József főhercegnek (1830–1916), a későbbi osztrák császárnak és Ferdinánd Miksa főhercegnek (1832–1867), a későbbi I. Miksa mexikói császárnak valódi édesapja esetleg nem is a főhercegné férje, Ferenc Károly főherceg (1802–1878) lett volna, hanem inkább az ifjú Napóleon Ferenc József reichstadti herceg (más híresztelések szerint Vasa Gusztáv svéd királyi herceg). E pletykát alátámasztani látszik, hogy sem Ferenc József, sem legidősebb öccse, Miksa arcvonásai nem hordozzák a Habsburgok tipikus jellegzetességeit, például a duzzadt alsóajkat).[forrás?]

### Halála, utóélete

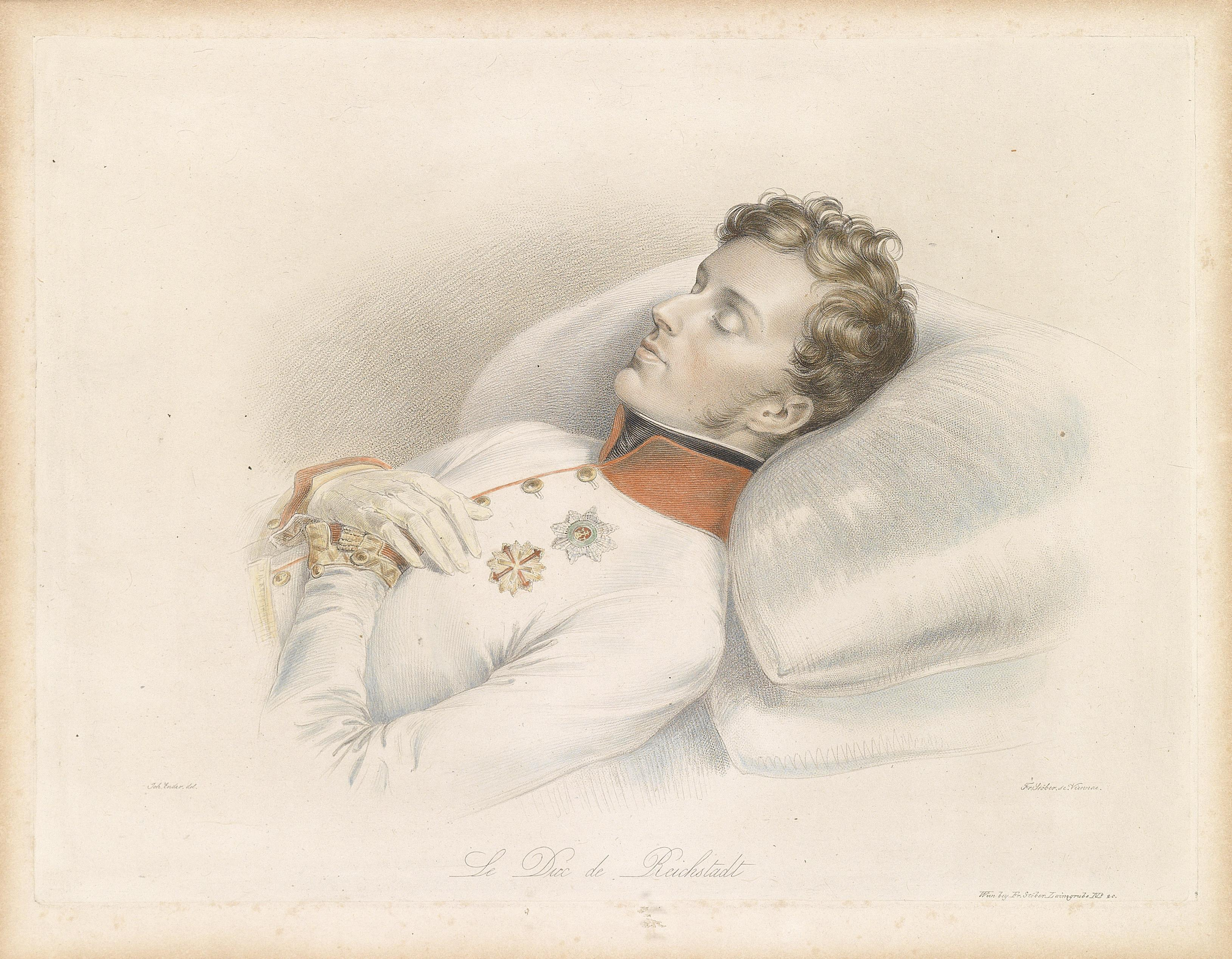
II. Napóleon, a reichstadti herceg halálos ágyán (Franz Xaver Stöber színezett acélmetszete Johann Ender festményéről)

II. Napóleon tuberkulózisban halt meg Schönbrunnban, Bécsben 1832. július 22-én. A Habsburg-család hagyományos temetkezőhelyén, a kapucinusok bécsi templomának császári kriptájában temették el. Hamvait 1940-ben Adolf Hitler ajándékaként a megszállt Bécsből a megszállt Párizsba szállították, és az Invalidusok dómjának császári kriptájában, apja sírjának közelében helyezték el, ma is itt nyugszik. (Hitler megbízottai azonban nem ismerték a Habsburgok ősi temetési szertartásának minden részletét, így a reichstadti herceg belső szervei, amelyeket 1832-ben külön urnákban a bécsi Szent István-székesegyházban (Stephansdom) helyeztek el, 1940 után is Bécsben maradtak).
A bonapartisták a L’Aiglon („Sasfiók”) névvel is illették.  Edmond Rostand hasonló címmel drámát írt a II. Napóleon életéről (ez Magyarországon ifj. Ábrányi Emil műfordításában jelent meg e címmel). Petar Stojanović szerb zeneszerző operettet komponált „Napoleon II: Herzog von Reichstadt” („II. Napóleon, Reichstadt hercege”) címmel, melyet az 1920-as években az osztrák fővárosban mutattak be.